# Plaza de Puente Alto (estación)
Plaza de Puente Alto es una estación ferroviaria que forma parte de la red del Metro de Santiago de Chile. Se encuentra de manera subterránea bajo la Plaza de Armas de Puente Alto en la comuna homónima, precedida por la estación Las Mercedes. Fue inaugurada el 30 de noviembre de 2005 y es la estación terminal sur de la Línea 4.
En 2033 se convertirá en una estación de combinación y terminal con la futura Línea 9.

## Entorno y características
En el entorno inmediato de la estación se encuentran diversos edificios dependientes de la municipalidad de Puente Alto y también la antigua Ilustre Municipalidad de Puente Alto. Asimismo, existe un activo comercio minorista con numerosas tiendas y multitiendas, muchas de estas creadas posteriormente a la inauguración de esta misma estación. Un ejemplo son las tiendas Hites y La Polar que construyeron sus actuales locales cuando recién se desarrollaba el proyecto de esta línea.
Entre lo más destacable de la estación, y por supuesto de la plaza adyacente, es el monumento en honor del héroe Manuel Rodríguez.
Desde la plaza parten numerosos taxis colectivos y metrobuses a distintos puntos del sur de Santiago. Todos estos servicios parten desde el centro mismo de la comuna ya mencionada, que es capital de la provincia de Cordillera y una de las más pobladas de la Región Metropolitana, lo que sumó más razones para la construcción de esta estación.
Puente Alto es una de las comunas con mayor crecimiento inmobiliario residencial en los últimos años. Si hablamos en porcentajes, la comuna se lleva un 20% de las ventas totales de Santiago. Este auge se basa principalmente en la construcción de casas para sectores de clase media C2 y C3, entre los rangos de 850 a 3000 UF. El interés por comprar en la comuna se debe entre otros al mejoramiento de las vías de acceso, la extensión de la Línea 4 del metro, multitiendas, supermercados, centros comerciales y colegios, los que se suman a proyectos con buenos estándares en construcción, seguridad, plazas y áreas verdes. 
Con una población que se ha duplicado en 10 años hasta alcanzar alrededor de un millón de habitantes, Puente Alto se sitúa como una comuna con plusvalía y crecimiento. Esta situación la hace cada vez más atractiva tanto para inversionistas inmobiliarios como para los compradores particulares que buscan comprar una casa nueva. La estación posee una afluencia diaria promedio de 45 175 pasajeros.

### Accesos
| Acceso | Intersección                            |
| ------ | --------------------------------------- |
| A      | Av. Concha y Toro con Sergio Roubillard |
| B      | Balmaceda con Manuel Rodríguez          |
| C      | Av. Concha y Toro con Manuel Rodríguez  |
| D      | Av. Concha y Toro con José Luis Coo     |
|        | Plaza de Puente Alto                    |

## MetroArte
En el interior de la estación se encuentra presente uno de los dioramas realizados por el artista Zerreitug. Este diorama, titulado Estación de Ferrocarriles de Puente Alto 1928, visualiza la estación Puente Alto correspondiente al antiguo Ferrocarril del Llano de Maipo, servicio que conectaba la comuna con el centro de Santiago y que permitía una conexión con el Ferrocarril de Circunvalación (en la estación Providencia) y el Ferrocarril Militar de Puente Alto al Volcán (en la estación Puente Alto), también llamado Ferrocarril a El Volcán.

## Origen etimológico
Su nombre proviene de la Plaza de Armas de Puente Alto, ubicada sobre la estación, en pleno centro de la comuna de Puente Alto.

## Galería

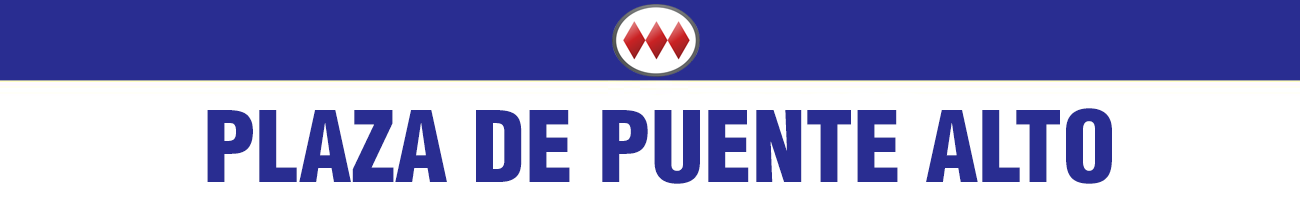
Cenefa utilizada actualmente en los andenes.
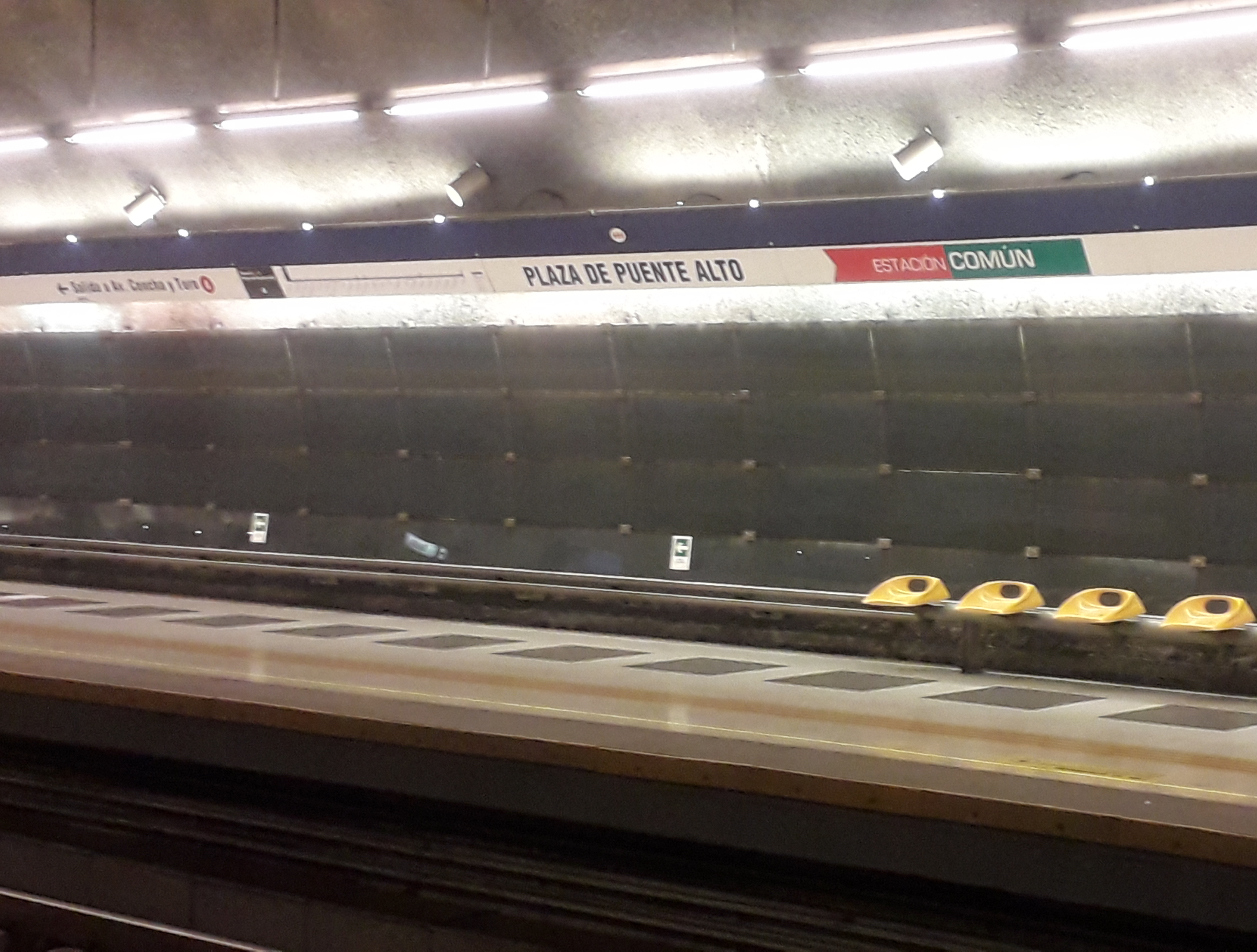
Uno de los andenes de la estación.
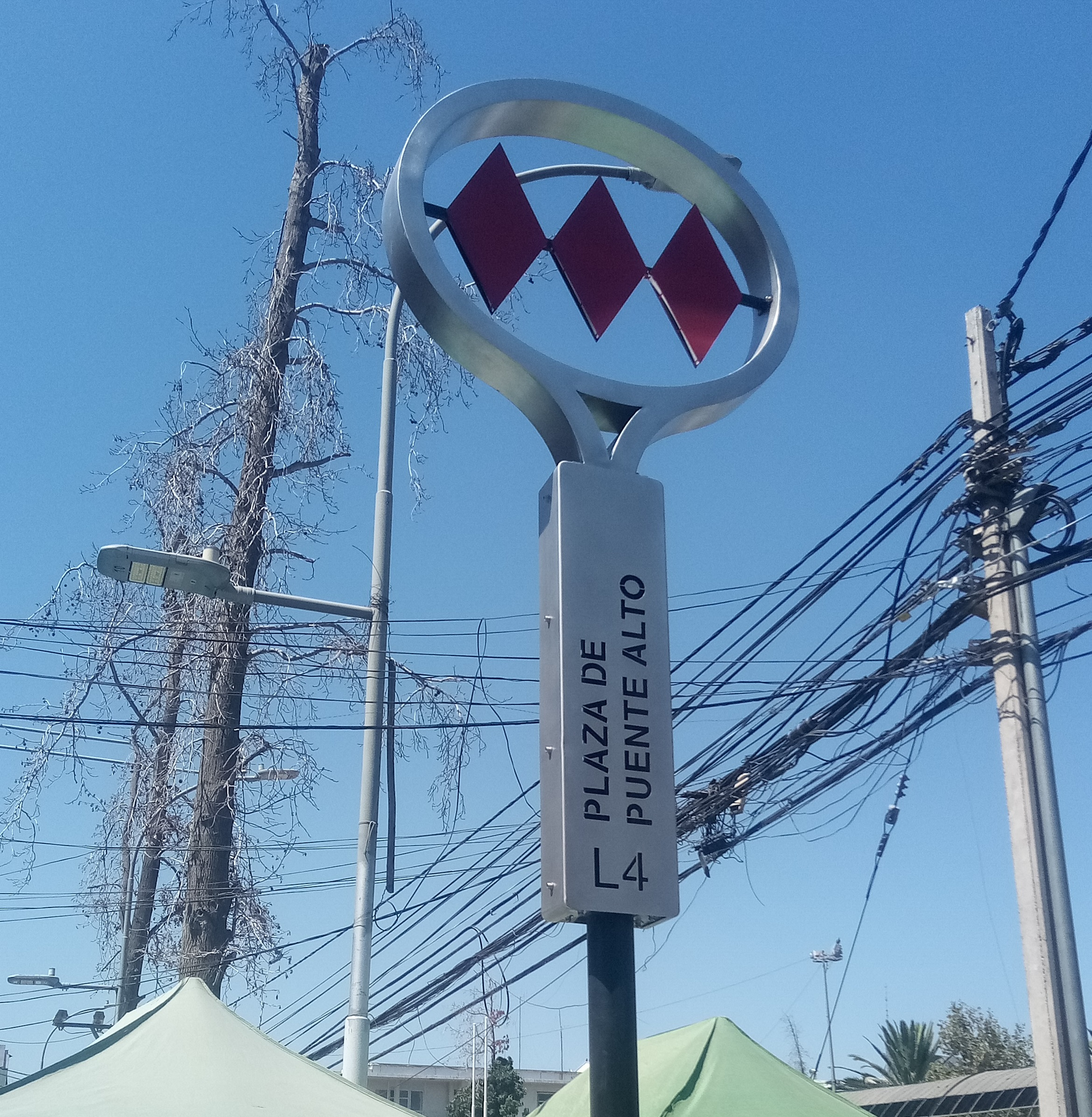
Letrero de acceso a la estación.

## Conexión con Red Metropolitana de Movilidad
La estación posee 5 paraderos de la Red Metropolitana de Movilidad en sus alrededores, los cuales corresponden a:
| Paradero/ Código                              | Recorridos |
| --------------------------------------------- | --- |
| Parada 1 / Metro Plaza de Puente Alto (PF88)  | 205 (Puente Alto) - 205c (Puente Alto) - 210 (Puente Alto) - 210e (Puente Alto) - 712 (Puente Alto) - F01 (Casas Viejas) - F01c (Casas Viejas) - F11 (Las Vizcachas) - F14 (Metro Plaza de Puente Alto) - F29 (Casas Viejas) - F30n (Bajos de Mena)      |
| Parada 2 / Metro Plaza de Puente Alto (PF512) | 712 (La Pirámide) - F03 (Metro Plaza de Puente Alto) - F03c (Pie Andino) - F10 (Mall Plaza Tobalaba) - F10c (Municipalidad de Puente Alto) - F13 (Mall Plaza Tobalaba) - F14 (Villa Padre Hurtado)                                                       |
| Parada 3 / Metro Plaza de Puente Alto (PF176) | 124 (Puente Alto) - 213e (Puente Alto) - F03 (San Bernardo) - F03c (Villa Las Mamiñas) - F10 (San Guillermo) - F10c (San Guillermo) - F12 (Bajos de Mena) - F12c (Villa Costa Azul) - F13 (Bajos de Mena) - F16 (Ribera Río Maipo) - F33 (Bajos de Mena) |
| Parada 4 / Metro Plaza de Puente Alto (PF725) | F18 (Fin del recorrido) |
| Parada 5 / Metro Plaza de Puente Alto (PF212) | F12 (Fin del recorrido) - F12c (Fin del recorrido) - F18 (Villa Chiloé) - F30n (La Moneda) - F33 (Fin del recorrido) |